# Jesper Henricson
Bengt Jesper Henricson, född 19 oktober 1966 i Stockholm, död 28 maj 2025 i Stockholm, var en svensk journalist och nyhetsankare. Han blev känd för den bredare TV-publiken som nyhetsankare på TV3 och fortsatte sedan att arbeta som programledare och nyhetsvärd på TV4 och Sveriges Television. På senare år arbetade Henricson även som vikarierande programledare på Ekoredaktionen, senaste gången i mars 2025.
Henricson avled den 28 maj 2025, 58 år gammal. Hans död offentliggjordes dock inte förrän den 12 juni.